# Chiara Arcangeli
Pour les articles homonymes, voir Arcangeli.
Chiara Arcangeli (née le 14 février 1983 à Pérouse, en Ombrie) est une joueuse italienne de volley-ball. Elle mesure 1,67 m et joue au poste de libero. Elle totalise 40 sélections en équipe d'Italie.

## Clubs
| Club                    | Pays   | De        | À         |
| ----------------------- | ------ | --------- | --------- |
| Sirio Perugia           | Italie | 1998-1999 | 2010-2011 |
| Universal Volley Modena | Italie | 2011-2011 | 2011-2011 |
| Racing Club de Cannes   | France | 2012-2013 | …         |

## Palmarès

### Équipe nationale
- Grand Prix mondial
  - Finaliste : 2005.

### Clubs
- Ligue des champions
  - Vainqueur : 2006, 2008.
- Coupe de la CEV
  - Vainqueur : 2005, 2007.
- Championnat d'Italie
  - Vainqueur : 2003, 2005, 2007.
- Coupe d'Italie
  - Vainqueur : 2003,  2005, 2007.
- Supercoupe d'Italie
  - Vainqueur : 2007
- Championnat de France (2)
  - Vainqueur : 2013, 2014
- Coupe de France (2)
  - Vainqueur : 2013, 2014

### Récompenses individuelles
- Coupe de la CEV féminine 2004-2005:Meilleur libero.
- Coupe de la CEV féminine 2007 : Meilleur libero.